# Extra omnes!
Extra omnes! és una locució llatina que significa "Fora tots!" que pronuncia el mestre de les celebracions litúrgiques al tancament de les portes de la Capella Sixtina al principi d'un conclave per a l'elecció del nou pontífex sobirà.